# Протосеваст
Протосеваст (грч. πρωτοσέβαστος) је била висока византијска титула, настала у XI веку.

## Титула протосеваста
Сматра се да је титула протосеваста, првог (прото) међу севастима, настала у доба цара Алексија I Комнина (1081—1118), иако се помиње и у једном документу из времена пре његове владавинеОн је ову титулу доделио мужу своје сестре, Михајлу Тарониту, који је, касније, добио још вишу титулу, паниперсеваста, као и свом млађем брату Хадријану. Поред тога, титула протосеваста је, у отприлике исто време, додељена Сергију VI и његовом сину, Јовану VI време. 
Током XII века, ова титула је додељивана блиским сродницима самог цара, а понекад и синовима севастократора, док је касније њен значај опао и она се у XIV веку помиње између титула великог логотета и пинкерна.